# Refréscate
Refrescáte é um álbum ao vivo de Aline Barros, sendo o quinto da cantora em espanhol. O disco foi gravado ao vivo na Igreja El Buen Samaritano, localizada em Homestead, na Flórida. O disco contém onze faixas que giram em torno da adoração como tema principal.
Em 2009, o trabalho foi indicado ao Grammy Latino na categoria Melhor álbum de música cristã em língua espanhola, além de vencer o GMA Dove Awards na categoria Melhor Álbum em Língua Espanhola do Ano.

## Faixas
| N.º | Título                           | Compositor(es)                                | Duração |  |
| 1.  | "Cada Dia Solo Eres Tu"          | Emmanuel Espinosa, Juan Salinas               |         |  |
| 2.  | "Pon Aceite en Mi Vida"          | Juan Salinas                                  |         |  |
| 3.  | "Oh Dios, mi Dios"               | Emmanuel Espinosa, Juan Salinas               |         |  |
| 4.  | "Amarte"                         | Emmanuel Espinosa, Juan Salinas               |         |  |
| 5.  | "Refréscanos"                    | Frank Giraldo                                 |         |  |
| 6.  | "Majestuoso Rey"                 | Claudia Hasbun, Juan Salinas                  |         |  |
| 7.  | "Me Encanta Amarte"              | Aline Barros, Emmanuel Espinosa, Juan Salinas |         |  |
| 8.  | "Para Darte toda Gloria y Honor" | Emmanuel Espinosa, Juan Salinas               |         |  |
| 9.  | "Digno es El Cordero"            | Emmanuel Espinosa, Juan Salinas               |         |  |
| 10. | "Que Puedo Decir"                | Emmanuel Espinosa, Juan Salinas               |         |  |
| 11. | "Amor de Mi Vida"                | Emmanuel Espinosa, Juan Salinas               |         |  |